# Смітфілд (Пенсільванія)
Смітфілд (англ. Smithfield) — місто (англ. borough) в США, в окрузі Файєтт штату Пенсільванія. Населення — 831 особа (2020).

## Географія
Смітфілд розташований за координатами 39°48′8″ пн. ш. 79°48′32″ зх. д. / 39.80222° пн. ш. 79.80889° зх. д. (39.802313, -79.808791).  За даними Бюро перепису населення США в 2010 році місто мало площу 1,84 км², уся площа — суходіл.

## Демографія
Згідно з переписом 2010 року, у селищі мешкало 875 осіб у 363 домогосподарствах у складі 247 родин. Густота населення становила 476 осіб/км².  Було 394 помешкання (214/км²).
Расовий склад населення:
| - 98,5 % — білих - 0,6 % — чорних або афроамериканців - 0,2 % — азіатів - 0,1 % — корінних американців |

До двох чи більше рас належало 0,5 %. Частка іспаномовних становила 0,5 % від усіх жителів.
За віковим діапазоном населення розподілялося таким чином: 20,3 % — особи молодші 18 років, 61,6 % — особи у віці 18—64 років, 18,1 % — особи у віці 65 років та старші. Медіана віку мешканця становила 40,7 року. На 100 осіб жіночої статі у селищі припадало 102,1 чоловіків;  на 100 жінок у віці від 18 років та старших — 93,1 чоловіків також старших 18 років.
Середній дохід на одне домашнє господарство  становив 52 010 доларів США (медіана — 43 750), а середній дохід на одну сім'ю — 64 081 долар (медіана — 51 477). Медіана доходів становила 51 250 доларів для чоловіків та 31 979 доларів для жінок. За межею бідності перебувало 17,9 % осіб, у тому числі 20,3 % дітей у віці до 18 років та 15,2 % осіб у віці 65 років та старших.
Цивільне працевлаштоване населення становило 395 осіб. Основні галузі зайнятості: освіта, охорона здоров'я та соціальна допомога — 26,6 %, роздрібна торгівля — 14,2 %, мистецтво, розваги та відпочинок — 10,4 %, сільське господарство, лісництво, риболовля — 10,1 %.